# Ялі Сава Георгійович
Ялі Сава Георгійович (14.11.1895 — 28.04.1938) — держ. службовець, відіграв провідну роль у здійсненні політики «коренізації» стосовно греків України. Народився в с. Сартана (нині селище міського типу Донецької обл.). Брав участь у революційних подіях в Україні: 1917 був обраний секретарем Сартанської волосної ради, у 1918 (після вступу до РКП(б) у червні 1918) працював у виконкомі Катеринославської губернської ради селянських і червоноармійських депутатів. Із червня 1919 по березень 1920 — у Червоній армії; 1920—22 обіймав посаду голови Сартанського райвиконкому; 1922—24 — на різних посадах у Маріупольському окружному виконкомі. 15 грудня 1925 введений до складу Центральної комісії у справах національних меншин при ВУЦВК, очолив її грецьку секцію. Обіймаючи посаду протягом 1925—29, а також співпрацюючи із Центр. комісією у справах нац. меншин при ВУЦВК 1930—33, всебічно сприяв економічному відродженню грецьких селищ, здійсненню політики «коренізації» у місцях компактного мешкання греків, створенню грецьких національних районів і сільрад, запровадженню політики «грецизації». (Див. Національне адміністративно-територіальне будівництво в УСРР/УРСР 1924—1940.) Відіграв помітну роль у вивченні та популяризації історії греків Маріупольщини. Ним видано низку статей з історії греків в Україні та книгу «Греки в УСРР» (Х., 1931). 1931—33 працював у Раді нац. меншин Наркомосу УСРР, а з 1933 — за спеціальністю (економіст) у Харкові.
15 грудня 1937 заарештований органами НКВС УРСР за приналежність до «контрреволюційної грецької повстанської організації». Згідно з рішенням Комісії НКВС та прокуратури СРСР від 7 лютого 1938 засуджений до смерті.
Страчений у м. Харків.
Реабілітований 1959.